# Not to Disappear
Not to Disappear je druhé album skupiny Daughter. Bylo vydáno pod 4AD 15. ledna 2016. Během očekávání alba bylo 30. září 2015 za účelem propagace vydáno hudební video pro píseň Doing The Right Thing, v listopadu jej následovalo hudební video pro singl Numbers.

## Seznam skladeb
1. „New Ways“ – 5:25
2. „Numbers“ – 4:16
3. „Doing The Right Thing“ – 5:14
4. „How“ – 4:26
5. „Mothers“ – 5:21
6. „Alone / With You“ – 4:33
7. „No Care“ – 2:53
8. „To Belong“ – 4:17
9. „Fossa“ – 6:46
10. „Made Of Stone“ – 3:52

### Bonus
1. „The End“ – 5:27

## Přijetí ve světě
Not to Disappear od kritiků získalo celkově pozitivní hodnocení. Allmusic poznamenali, že kapelní spontánní proces nahrávání se vyvaruje monotónnosti zatímco se drží tmavých tónů a zpoždění. Recenzent z The A.V. Club našel podobnost s PJ Harvey, The Cure a Beach House, ovšem podotkl, že Daughter použila tyto vlivy ke "vstupu na nové území". Udělujíc 2,5 hvězdiček z pěti, Rolling Stone se zmínil o "monotónnosti Tonřina hlasu, jenž je doplněn nástroji jen minimálně". Ve společném hodnocení pracovníci Sonic Seducer zjistili, že album kombinuje prvky některých kapel, jako jsou třeba London Grammar nebo Massive Attack v dynamickém zvuku, jež míchá indie pop, dark folk a shoegazing.